# DJ Subroc
DJ Subroc, właśc. Dingilizwe Dumile (IPA: duː mə leɪ) (ur. 3 sierpnia 1973 w Londynie, zm. 23 kwietnia 1993 w Nowym Jorku) – brytyjsko-amerykański artysta hip-hopowy pochodzenia trynidadzko-zimbabwejskiego. Młodszy brat MF Dooma.

## Kariera
Pierwsza grupa Dumile’a – KMD została założona przez niego i jego brata Zev Love X znanego potem jako MF Doom wraz z ich przyjacielem Rodanem. Ich pierwszym albumem był Mr. Hood wydanym przez wytwórnię Elektra Records w 1991 roku. Mimo że produkcja jest przypisywana Subrocowi, wszystko wyprodukował pod nazwą KMD, ponieważ był niepełnoletni przy wydaniu albumu.
Subroc służył jako producent dla utworów artystów takich jak 3rd Bass, MF Grimm, Tommy Gunn i Kurious i Zev Love X.

## Śmierć
DJ Subroc zmarł 23 kwietnia 1993 roku po potrąceniu przez samochód podczas próby przekroczenia drogi ekspresowej Nassau 878 w Nowym Jorku. Jego śmierć wstrzymała produkcję albumu KMD Black Bastards i oznaczała rozpad grupy aczkolwiek Black Bastards został wydany w 2001 roku. MF Doom wydał pośmiertnie utwory Subroca, instrumenty takie jak „Peach Extract”, „Hands Of Doom”, obie części „Rainblood”, „Hoe Cakes”  oraz „Civilization”. Utwory MF Dooma „Kon Karne” oraz „Leave Ya’ with This” z albumu A Constipated Monkey autorstwa Kuriousa został poświęcony pamięci DJ-a Subroca.

## Dyskografia

### Albumy
KMD
- Mr. Hood (1991)
- Black Bastards Ruffs + Rares (1998)
- Black Bastards (2001)

Monsta Island Czars
- Escape from Monsta Island! (2003)